# گلوب (آریزونا)
گلوب (به انگلیسی: Globe) شهری در شهرستان جیلا ایالت آریزونا است که در سرشماری سال ۲۰۱۰ میلادی، ۷٬۵۳۲ نفر جمعیت داشته است. گلوب، به‌طور رسمی در تاریخ ۱۹۰۷ میلادی به‌عنوان یک شهر شناخته شد.